# Карпенко Аким Павлович
Яким Павлович Карпенко (нар. 17 вересня 1915 — 10 вересня 1974) — радянський військовий льотчик, Герой Радянського Союзу (1944), у роки німецько-радянської війни штурман ескадрильї 5-го гвардійського авіаційного полку 50-ї авіаційної дивізії 6-го авіаційного корпусу авіації далекої дії.

## Життєпис
Народився 17 вересня 1915 року в селі Лоєв (нині смт, — центр Лоєвський району Гомельської області Білорусі) у родині робітника. Білорус. Закінчив 9 класів у Ленінграді, працював токарем у судо-механічній школі.
У РСЧА з 1933 року. Закінчив Ленінградську військову школу авіаційних техніків по озброєнню в 1936 році, Оренбурзьке авіаційне училище штурманів в 1940 і кіровабадські курси штурманів звен.
Учасник німецько-радянської війни з червня 1941 року. Штурман ескадрильї 5-го гвардійського авіаційного полку 50-ї авіаційної дивізії 6-го авіаційного корпусу авіації далекої дії гвардії майор А.Карпенко до липня 1943 року здійснив 266 бойових вильотів, знищивши 14 танків, 13 літаків противника на аеродромах і 4 в повітряних боях, 56 автомашин з військовим вантажем, 13 складів, 4 мости і переправи.
13 березня 1944 року А.Карпенку присвоєно звання Героя Радянського Союзу.
Після війни продовжував службу у ВПС. У 1947 році закінчив вищі КУОС (курси удосконалення командного складу) при військовій авіаційній школі.
З 1954 року полковник Карпенко у запасі. Жив у м. Бендери Молдавської РСР. Помер 10 вересня 1974 року.

## Нагороди
Нагороджений також орденом Леніна, 2-а орденами Червоного прапора, орденом Олександра Невського, Вітчизняної війни 1 ступеня, 2-а орденами Червоної Зірки.